# وزغ زین‌پوش
وزغ زین‌پوش (نام علمی: Brachycephalus) نام یک سرده از زیرراسته نوغوکان است.